# Золенка
Золенка — річка в Україні, Звягельському та Коростенському районах Житомирської області. Права притока Зольні (басейн Прип'яті).

## Опис
Довжина річки 11 км, похил річки — 1,1 м/км. Формується з багатьох безіменних струмків. Площа басейну 53,4 км².

## Розташування
Бере початок на сході від села Забара-Давидівка. Тече на північний захід і в межах села Калинівка впадає в річку Зольню, притоку Уборті.